# اولا برونکرت
اولا برونکرت (سوئدی: Ola Brunkert؛ ‏ ۱۵ سپتامبر ۱۹۴۶ – ۱۶ مارس ۲۰۰۸) موسیقی‌دان و طبل‌زن اهل سوئد بود. اولا برونکرت و روتگر گوناشون تنها نوازندگانی هستند که در تمامی آلبوم‌های آبا (به استثنای آلبوم سفر که در سال ۲۰۲۱ و پس از مرگشان تولید شد) حضور داشتند. از کارهای شاخص او می‌توان به نوازندگی در «آدمیزاد نیازمند عشق است» و «واترلو» (که در مسابقه آواز یوروویژن شرکت کرد) اشاره کرد.
برونکرت پس از یک سقوط تصادفی در سن ۶۱ سالگی درگذشت. برونکرت هنگام افتادن، سرش را به در شیشه‌ای اتاق غذاخوری‌اش کوبیده بود، شیشه را شکست و رگ گردن پاره شد. او موفق شده بود حوله‌ای دور گردنش بپیچد و برای کمک گرفتن، از خانه خارج شود، اما در باغ خانه هوشیاری‌اش را از دست داد و بر زمین افتاد.